# Typ 94 TK
Die Typ 94 TK (japanisch 九四式軽装甲車 Kyūyon-shiki keisōkōsha) war eine japanische Tankette, deren Entwicklung und Einführung 1934 (Kōki 2594, daher die Typbezeichnung) erfolgte und die von 1937 bis 1945 von den Kaiserlich Japanischen Streitkräften operativ eingesetzt wurde.

## Geschichte
Nach dem Ersten Weltkrieg erkannte das japanische Heer die Notwendigkeit, zur Unterstützung seiner Infanterie gepanzerte Fahrzeuge einzusetzen. Großen Einfluss auf die japanische Entscheidung, für welches Panzerfahrzeug sich zu entscheiden war, war die Tankette-Phase in Europa Anfang der 1930er Jahre. Als Muster galt die britische Carden-Loyd Tankette. Das Kaiserlich Japanische Heer bestellte zwei der Tanketten, die 1930 in Japan eintrafen. Weitere 4 wurden 1932 durch die japanische Marine geordert. Die japanischen Offiziere waren weder von der Größe noch der Hauptbewaffnung der britischen Carden-Loyd-Tankette oder der französischen Renault UE Chenillette überzeugt, wobei letztere mit ihrem Anhänger sich als Infanterie-Transportfahrzeug positionierte.

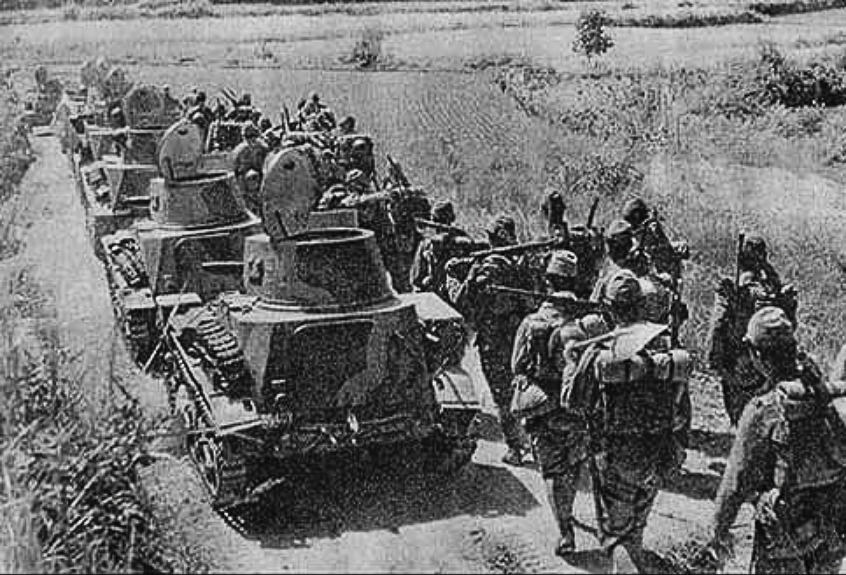
Typ 94 mit Pioniertruppen auf dem Marsch Richtung Wu-han, Nähe Na-hsi

Die japanische Firma Hino Jidōsha wurde mit dem Bau eines ähnlichen, moderneren Fahrzeugs mit Drehturm für die Hauptbewaffnung beauftragt, der Tokushu Ken’insha (Spezialtraktor), kurz TK, genannt wurde. Hino ließ sich von den beiden oben genannten Tanketten inspirieren und orientierte sich des Weiteren am Vickers Light Tank. Die TK war größer als der Carden-Loyd, ähnelte vom Aufbau eher dem Vickers Light Tank und konnte, wie der französische UE, mit einem Anhänger ausgestattet werden. Aufgrund 1934 in den Dienst übernommen erhielt der neue Panzer die Bezeichnung Typ 94. Die Aufgabe der Typ 94 war Aufklärung, Feuerunterstützung für die Infanterie zu geben sowie Nachschub auf das Schlachtfeld zu liefern.
Den Heeresdivisionen wurden daraufhin Tanketten-Kompanien zugeteilt, die aus jeweils vier Zügen zu je vier Tanketten und einer weiteren im Kommandozug bestanden. Die Typ 94 wurde zum meistproduzierten japanischen Panzerfahrzeug der 1930er Jahre und war während des Zweiten Japanisch-Chinesischen Krieges weit verbreitet. Hintergrund der großen Produktionszahl war der erwartete Krieg mit der Sowjetunion und der damit verbundenen Aufrüstung von 30 Heeresdivisionen, von denen 24 in der Mandschurei stationiert waren. Selbst als es qualitativ bessere Panzer wie den Typ 95 Ha-Gō gab, lief die Produktion der Typ 94 weiter, da dieser ein anderes Einsatzspektrum hatte. Der Grund dafür lag zudem in dem günstigeren Preis der Typ 94. Diese kostete nur 50.000 ¥ im Gegensatz zu dem Preis von 98.000 ¥ eines Typ 95. Während der letzten Produktionsphase wurde auf den Anhänger verzichtet.
Insgesamt wurden 823 Typ 94 Tanketten produziert.
| Herstellungszahlen des Typ 94 TK |      |      |      |      |      |      |           |
| Jahr                             | 1935 | 1936 | 1937 | 1938 | 1939 | 1940 | Insgesamt |
| Stückzahl                        | 300  | 246  | 200  | 070  | 05   | 02   | 823       |

## Einsätze

### China
Die Typ 94 wurde 1934 der Truppe übergeben und anfangs in selbstständige sogenannte Fliegende Kompanien (selbständige gepanzerte Transportkompanien - Dokuritsu Keisokosha Chutai) aufgeteilt, die Aufklärungs- und Infanterieunterstützungsaufgaben erfüllten. Auf dem chinesischen Kriegsschauplatz bestanden diese Kompanien aus 118 Mann, aufgeteilt in vier Züge mit jeweils vier Tanketten sowie einer Tankette im Kommandozug. Später wurde abhängig von der vorgesehenen Gefechtsaufgabe jeweils eine gepanzerte Transportkompanie gleicher Struktur den Infanteriedivisionen zugeteilt. Kavallerieregimenter erhielten Aufklärungseinheiten mit 7 Typ 94 tk (Truppführer und zwei Züge zu 3 Fahrzeugen). Der Typ 94 war trotz kleinerer Mängel bei der Truppe beliebt, da er alle in ihn gesteckten Erwartungen erfüllte.
Die Feuertaufe erhielt das Fahrzeug während des Zwischenfalls an der Marco-Polo-Brücke und der folgenden Operationen in der Region Hebei. Im September 1937 wurden das 1. Panzer-Bataillon (Oberst Baba) und das 2. Panzer-Bataillon (Oberst Imada) mit insgesamt 78 Typ 89 I-Gō und 41 Typ 94 TK der 1. Armee in Hebei zugeteilt. Die 1. Armee griff am 14. September die Nationalchinesen südlich von Peking an und stieß durch deren Front in südwestliche Richtung vor. Weitere Einsätze erfolgten in nahezu allen Operationen in China bis 1945.

### Japanisch-Sowjetischer Grenzkonflikt
Während des Japanisch-Sowjetischen Grenzkonflikts bei Nomonhan im Sommer 1939 wurden insgesamt 15 Typ 94 TK als Ersatz für noch fehlende Typ 95 leichte Panzer Ha-Go von den beiden beteiligten japanischen Panzerregimentern zu Aufklärungszwecken verwendet. Die meisten der Fahrzeuge wurden innerhalb weniger Tage durch die moderneren russischen T-26, BT-5 und BT-7 Kampfpanzer zerstört.

### Zweiter Weltkrieg

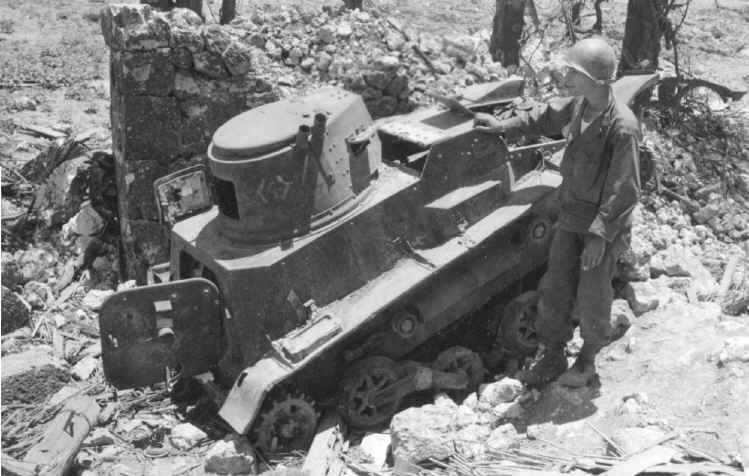
Während der Schlacht um Okinawa zerstörte Typ 94 Tankette

Einheiten der Spezial-Landungskräfte der Marine verwendeten zahlreiche Typ 94 TK während des Pazifikkrieges. Des Weiteren war die Tankette in Burma, Niederländisch-Indien, Philippinen und auf dem südlichen Pazifik-Kriegsschauplatz wie z. B. auf Guadalcanal im Einsatz. Die amerikanischen Einheiten und Marines hatten bei der Bekämpfung der Typ 94 keine Schwierigkeiten, da diese mit .50 BMG Kaliber, Handgranaten und Bazookas erfolgreich bekämpft werden konnten, ganz zu schweigen von leichten Panzern wie dem M2 Light Tank oder M3 Stuart. Während der Schlacht um Kwajalein wurden viele der Tanketten des 2. Bataillons der 1. Mobilen Landungsbrigade erbeutet.

## Technik

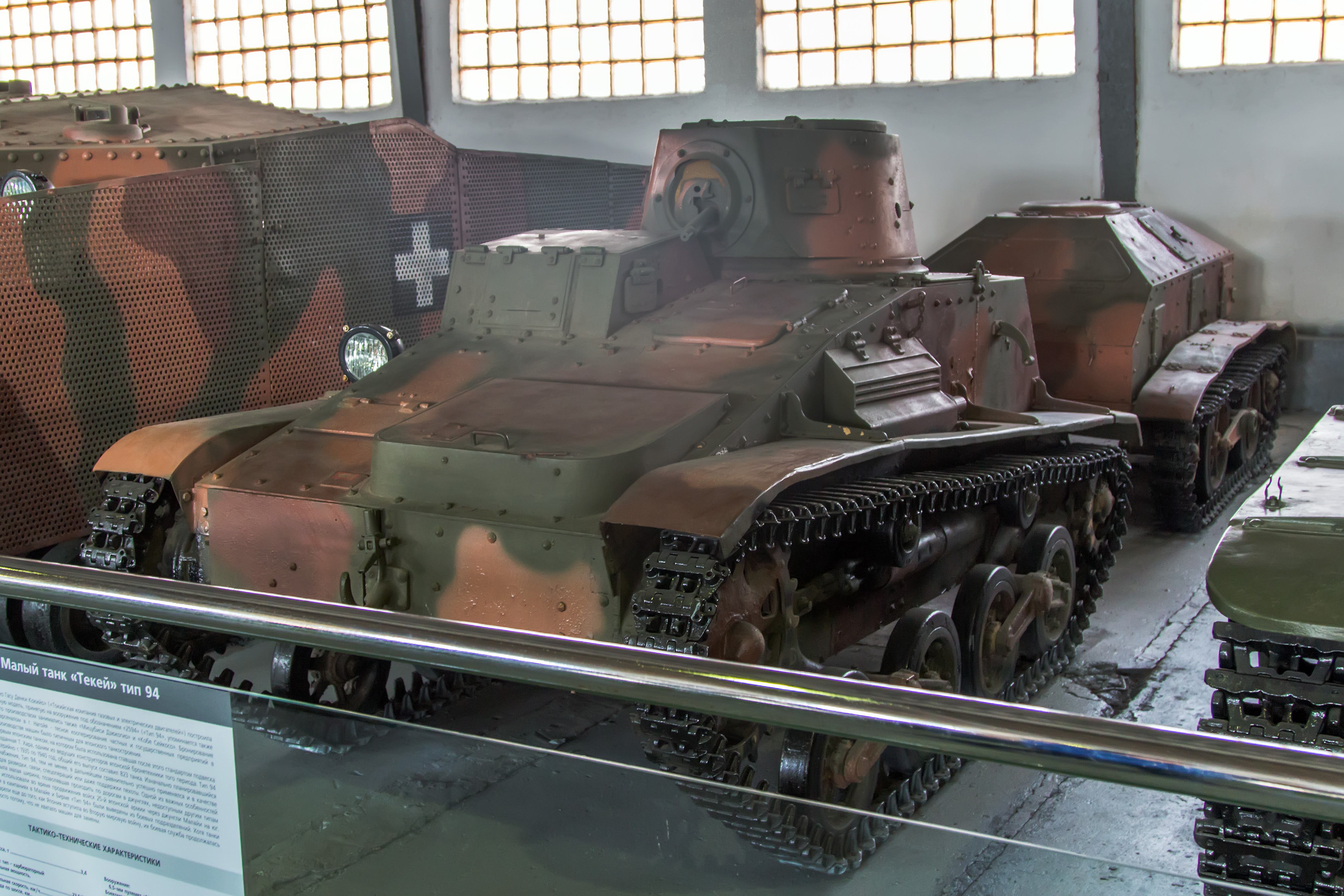
Typ 94 mit Anhänger im Panzermuseum Kubinka

Die Typ 94 TK basierte auf minimalistischem Design. Das Fahrgestell der Tankette war leicht (Gesamtgewicht 3,4 Tonnen) und hatte im hinteren Teil einen kleinen Turm, der mit einem Typ 91 Panzer-Maschinengewehr im Kaliber 6,5 mm ausgestattet war, für das 1980 Schuss mitgeführt werden konnten. Der Turm musste vom Kommandanten, der zugleich Schütze der Hauptbewaffnung war, manuell gedreht werden. Dies konnte entweder durch eine Handkurbel oder nach Entsperren des Drehmechanismus auch durch Druck gegen den Kolben der Waffe erfolgen. Letzteres war jedoch nur im Notfall vorgesehen. Später wurde das Maschinengewehr durch ein Typ 97 Panzer-Maschinengewehr im Kaliber 7,7 mm ausgetauscht, das eine höhere Feuerkraft hatte. Am Heck hinter dem Fahrer befand sich ein Stauraum, der durch eine rechts außen angeschlagene Heckklappe beladen werden konnte.
Der Antrieb befand sich links vorn im Fahrzeug, der Fahrer saß vorne rechts. Der Kommandant/Schütze stand oder kniete mittig im Turm, je nach benötigter Rohrerhöhung. Die 6–12 mm starke, oberflächengehärtete Panzerung war teilweise genietet und teilweise verschweißt. So wollte man verhindern, dass Ausfälle durch gerissene Schweißnähte wie beim Typ 92 Jū-Sōkōsha vorkamen. Ein luftgekühlter Mitsubishi 4-Zylinder-Ottomotor erzeugte 35 PS (26 kW) bei 2500/min, der die Tankette auf eine Höchstgeschwindigkeit von 40 km/h brachte. Die Mannschaft wurde durch eine Asbest-Matte vom Motor getrennt, um Hitze- und Lärmbelastung etwas zu verringern.
Das Fahrgestell ruhte beim ersten Prototyp der Typ 94 auf zwei Aufhängungen für jeweils zwei gummierte Vollmetallräder, die als Laufrollen die Ketten führten. Das erste und vierte Rad war durch einen japanischen Umlenkhebel, von Major Hara Tomio erfunden, mit einer horizontal verlaufenden Kompressionsfeder verbunden und federte so das Fahrzeug ab. Da die Vollmetall-Laufräder das Gewicht unnötig erhöhten, wurden für die Serienproduktion Räder mit Durchbrüchen eingeführt. Das Antriebsrad war vorne und das Führungsrad hinten, mit Abstand zum Boden angebracht. Wie bei vielen Kettenfahrzeugen mit schmalen Ketten tendierte die Typ 94 dazu, bei hoher Geschwindigkeit und gleichzeitiger Richtungsänderung die Ketten zu verlieren. Zudem war aufgrund der kurzen Bodenauflagelänge das Fahrzeug beim Waffengebrauch Vibrationen ausgesetzt, die zu ungenauem Feuer führten. Zur Verringerung der Probleme wurde das Führungsrad bei späteren Modellen deutlich vergrößert und auf Bodenhöhe gebracht. Zur Vereinfachung der Produktion wurde auf Durchbrüche wie beim zuerst verwendeten Modell nun verzichtet. Dadurch war das Fahrzeug eine deutlich stabilere Waffenplattform, die Probleme mit den Kettenabwürfen waren jedoch nicht endgültig behoben.

## Varianten
Abgesehen von den Änderungen betreffend Maschinengewehr und Führungsrad und der damit verbundenen Verlängerung des Fahrzeugs gab es verschiedene Varianten der Typ 94. Wie auch der Typ 92 Leichte Panzerwagen und die Typ 97 Tankette hatte der Typ 94 TK eine Vorrichtung zur Anbringung eines Anhängers mit 750 kg Ladekapazität. Der Anhänger verfügte ebenfalls über Ketten und war damit geländetauglich.
Darüber hinaus gab es folgende Varianten:
- Dieselmotor: Ein Prototyp wurde mit einem Dieselmotor ausgestattet, der auf der rechten Fahrzeugseite eingebaut wurde und den Fahrer links sitzen ließ.
- Typ-94-Giftgas-Werfer: 1933/34 entwickeltes Fahrzeug mit Spezialanhänger, um Senfgas auf einer Breite von 8 Meter hinter der Tankette zu versprühen.
- Typ-94-Desinfizierungsfahrzeug: 1933/34 entwickeltes Fahrzeug mit Spezialanhänger, um das von der oben erwähnten Tankette versprühte Kampfmittel mit Bleichmitteln zu neutralisieren.
- Typ 97 Mastsetzer: Spezialfahrzeug für die Fernmeldetruppe, um schnell Masten für Telefon- und Telegrafenleitungen bauen zu können
- Typ 97 Kabelleger: Spezialfahrzeug für die Fernmeldetruppe zur schnellen Verlegung der Kabel auf den vom Mastsetzer eingesetzten Fernmeldemasten